# Derrick Delmore
Derrick Delmore, né le 12 décembre 1978 à Andrews Air Force Base dans le Maryland, est un patineur artistique américain, champion du monde junior en 1998.

## Biographie

### Carrière sportive
Derrick Delmore est né à la base aérienne d'Andrews dans le Maryland. Il commence à patiner à l'âge de huit ans. Il concourt en patinage en couple novice avec Alix Clymer au cours de la saison 1990-1991 et avec Crystal Kim au cours de la saison 1995-1996. Il patine ensuite uniquement en simple. Son meilleur classement aux championnats américains est une 5e place en 1998.
Il représente son pays à deux mondiaux juniors (1995 à Budapest et 1998 à Saint-Jean où il remporte le titre mondial junior) et deux championnats des quatre continents (2002 à Jeonju et 2005 à Gangneung). Il ne participe jamais ni aux mondiaux seniors ni aux Jeux olympiques d'hiver.
Il arrête les compétitions sportives en simple après les championnats nationaux de 2008, pour concourir en patinage en couple. Avec sa partenaire Kelcie Lee, ils se classent 5e au niveau junior au championnat régional et ne se sont pas qualifiés pour les championnats américains 2009.

### Reconversion
En même temps que sa carrière sportive, Derrick Delmore a fréquente l'Université Stanford en Californie et obtient son diplôme en juin 2000 avec une double spécialisation en communication et en psychologie.
Devenu entraîneur de patinage après sa retraite sportive, il officie au East West Ice Palace à Artesia en Californie, avant de travailler au Lakewood Ice Skating Club de Lakewood en Californie, aux côtés d'Ivan Dinev.

### Vie privée
Derrick Delmore est marié au médecin Dr Kenneth Leong, basé à San Francisco.

## Palmarès
| Compétitions principales           | 1995    | 1996    | 1997    | 1998    | 1999    | 2000    | 2001    | 2002    | 2003    | 2004    | 2005    | 2006    | 2007    | 2008    |
| Jeux olympiques d'hiver            |         |         |         |         |         |         |         |         |         |         |         |         |         |         |
| Championnats du monde              |         |         |         |         |         |         |         |         |         |         |         |         |         |         |
| Championnats des quatre continents |         |         |         |         |         |         |         | 10e     |         |         | 11e     |         |         |         |
| Championnats des États-Unis        |         | A       | 11e     | 5e      | 10e     | 8e      | 10e     | 6e      | A       | 8e      | 7e      | 12e     | 6e      | 15e     |
| Championnats du monde juniors      | 10e     |         |         | 1er     |         |         |         |         |         |         |         |         |         |         |
|                                    |         |         |         |         |         |         |         |         |         |         |         |         |         |         |
| Grand Prix ISU                     | 1994/95 | 1995/96 | 1996/97 | 1997/98 | 1998/99 | 1999/00 | 2000/01 | 2001/02 | 2002/03 | 2003/04 | 2004/05 | 2005/06 | 2006/07 | 2007/08 |
| Skate America                      |         |         |         |         | 5e      |         |         |         | 8e      |         |         |         |         |         |
| Skate Canada                       |         |         |         |         |         |         |         |         | 5e      |         |         |         |         |         |
| Trophée NHK                        |         |         |         |         | 10e     |         |         |         |         |         |         |         |         |         |
| Légende : A = Abandon              |         |         |         |         |         |         |         |         |         |         |         |         |         |         |